# Miltochrista zebrina
Miltochrista zebrina är en fjärilsart som beskrevs av Moore 1878. Miltochrista zebrina ingår i släktet Miltochrista och familjen björnspinnare. Inga underarter finns listade i Catalogue of Life.